# Baruch Goldstein
Baruch Goldstein (hebr. ברוך קופל גולדשטיין, ur. jako Benjamin Carl Goldstein w 1957 w Brooklynie, zm. 25 lutego 1994 w Hebronie) – amerykańsko-żydowski lekarz, członek skrajnie prawicowej izraelskiej organizacji Kach, odpowiedzialny za zamordowane 29 Palestyńczyków w Hebronie dnia 25 lutego 1994 roku.

## Życiorys

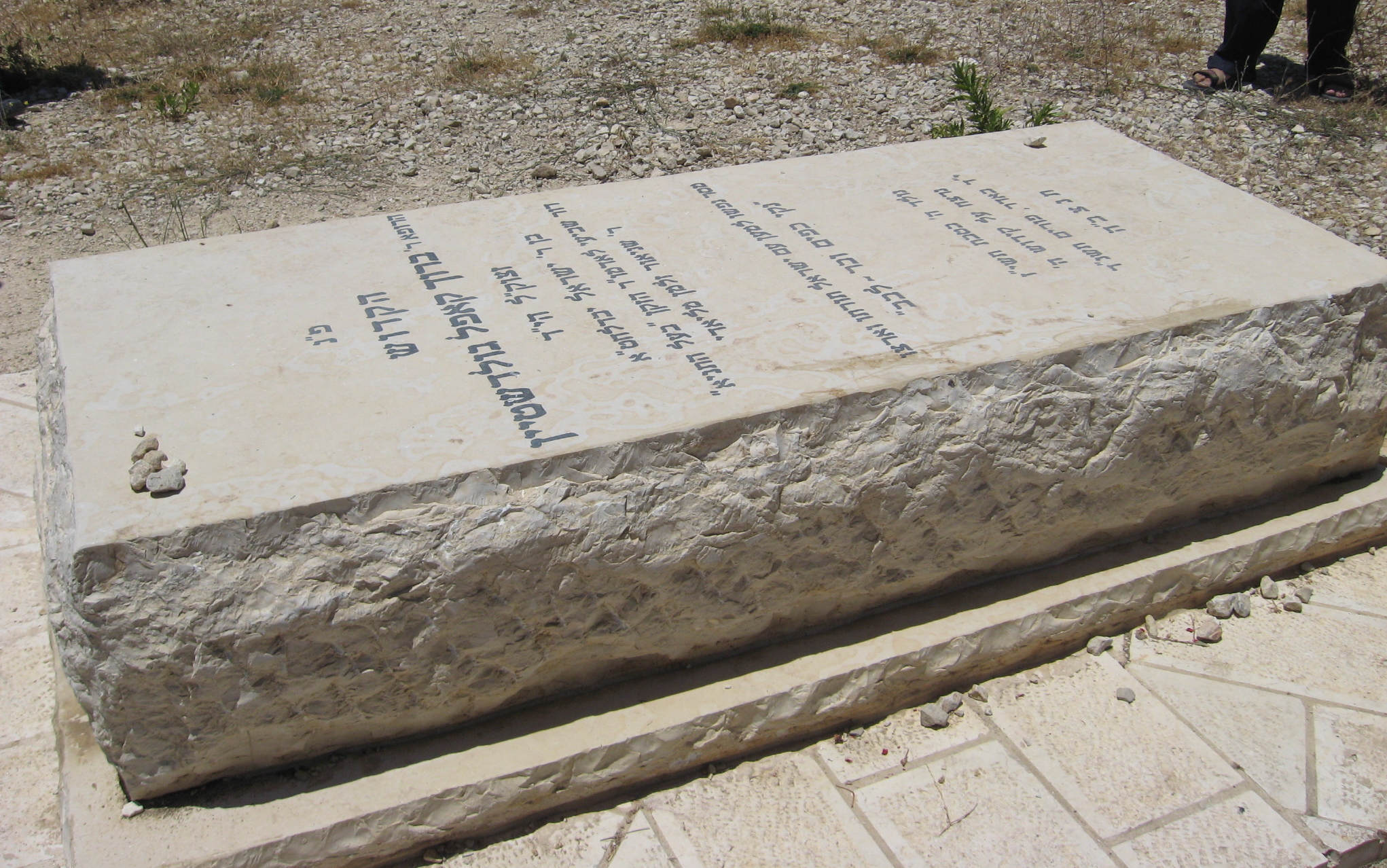
Grób Barucha Goldsteina

Wychowywał się w ortodoksyjnej rodzinie żydowskiej. W 1977 roku ukończył z wyróżnieniem studia medyczne na uczelni Yeshiva University. Podczas studiów zmienił imię na Baruch. Podczas studiów, pod wpływem rabina Me’ira Kahanego stał się fundamentalistą religijnym. Domagał się wypędzenia Arabów z Izraela i Zachodniego Brzegu. W 1983 roku wyemigrował do Izraela. Po uzyskaniu dyplomu osiedlił się na Zachodnim Brzegu, w Kirjat Arba.
25 lutego 1994 roku dokonał w Hebronie masakry modlących się Palestyńczyków. Uzbrojony w amerykański karabin M16 i wyposażony w plecak z nabojami wtargnął do Groty Patriarchów, gdzie otworzył ogień do Palestyńczyków. Do świątyni wtargnął przebrany za wojskowego. W wyniku strzelaniny zginęło 29 osób, a 125 zostało rannych. Zamach przyczynił się do wzrostu napięcia pomiędzy Izraelczykami a Palestyńczykami. Masakra miała miejsce podczas muzułmańskiego ramadanu i żydowskiego purim, które miały miejsce tego samego dnia. Pozostali przy życiu Palestyńczycy zlinczowali terrorystę, kiedy zmieniał kolejny magazynek. Początkowo uważano, że Goldstein miał wspólnika, współuczestniczącego w masakrze, jednak w późniejszym śledztwie wykazano, że terrorysta działał sam.
Premier Izraela Icchak Rabin w rozmowie telefonicznej z liderem Organizacji Wyzwolenia Palestyny Jasirem Arafatem potępił masakrę w Hebronie.
Jego grób znajduje się na obrzeżach osady Kirjat Arba. Grób jest miejscem pielgrzymek izraelskich ekstremistów religijnych.
Jego sympatykiem jest Itamar Ben-Gwir, żydowski prawnik i polityk, lider skrajnie prawicowej partii Żydowska Siła i minister bezpieczeństwa wewnętrznego w rządzie Binjamina Netanjahu.